# Högre artilleriläroverket

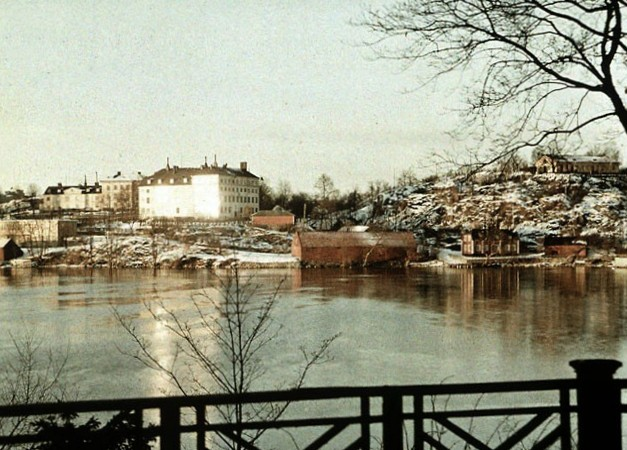
Högre artilleriläroverket i Marieberg.

Högre artilleriläroverket i Marieberg, Stockholm, var en svensk militär utbildningsenhet för i första hand artilleriofficerare under 1800-talet som kom att ge upphov till flera andra utbildningsinstitutioner.

## Officersutbildning
Högre artilleriläroverket grundades 1818 av Carl von Cardell, som var generalfälttygmästare och chef för artilleriet. Inledningsvis hölls en tvåårig lärokurs för artilleriofficerare, och 1832 öppnades läroverket även för andra truppslag inom armén. I november 1866 döptes Högre artilleriläroverket om till Krigshögskolan och i en reform 1878 delades denna upp i den "nya" Krigshögskolan för högre officersutbildning och Artilleri- och ingenjörhögskolan för specialistutbildning inom arméns mer tekniskt orienterade truppslag. Lokalerna i Marieberg lämnades 1885 för Artillerigården på Östermalm i Stockholm.

## Civila elever
1842 Fastställde regeringen förslaget att ta emot civila elever på Marieberg . Kursen som startade 1846 var den första som tog emot civilingenjörselever, kursen som startade 1867 var den sista . Kursen var avsedd för de som skulle bli medlemmar i den 1851 inrättade Väg- och vattenbyggnadskåren, och detta skedde vid ett tidevarv då Sverige upplevde ett ökat behov av tekniskt utbildade personer för bland annat järnvägsbyggen. Beteckningen civilingenjör var fullt logiskt, eftersom övriga ingenjörselever på läroverket var militära. Från 1871 tog Teknologiska institutet över utbildningen vid sin fackskola för Väg- och vattenbyggnadskonst. Beteckningen civilingenjör kom därför att beteckna väg- och vattenbyggare vid Teknologiska institutet, och kom sedan att tas över av de flesta ingenjörer vid KTH och med flera andra utbildningsinriktningar.